# プロテロギリヌス
プロテロギリヌス（学名：Proterogyrinus）は、北アメリカ大陸から化石が産出している、爬形類に属する大型の両生類。約3億2500万年前から約3億2000万年前に亘って生息した。全長2.3メートルに達する動物食性動物であり、当時の陸上生態系における頂点捕食者であったと考えられている。当時広がっていた湿地に適応し、発達した四肢を用いて水陸で獲物を探し、鋭い歯と強力な顎で獲物を捕らえていたとされる。

## 歴史

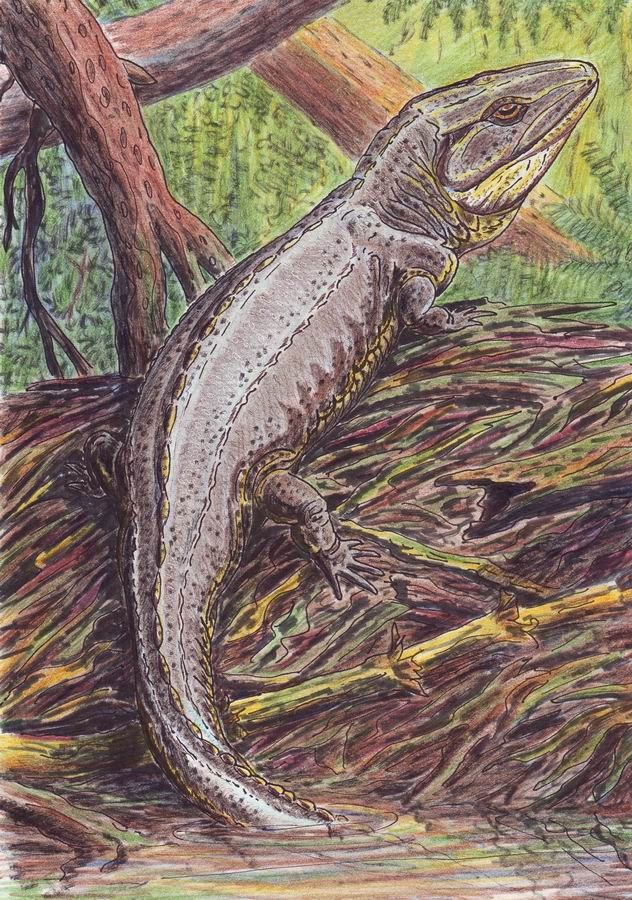
プロテロギリヌスのパレオアート

本属は古脊椎動物学者アルフレッド・ローマーが1970年に命名したのち、1984年にカナダの古生物学者ロバート・ホームズが包括的な記載を行っている。属名は "Proterogyrinus" はギリシア語で「初期の放浪者」または「初期のオタマジャクシ」を意味する。エオギリヌスやクラッシギリヌスといった体の長い初期の四肢動物の属名には "-gyrinus" を付して命名する傾向があり、ローマーもそれに倣っている。
プロテロギリヌスの下椎体（間椎体）が半椎体よりも小さいことから、ローマーは本属を真のエンボロメリ目に分類することを躊躇した。彼はエンボロメリ類のほか、プロテロギリヌスをはじめとするその近縁属を扱い、これらを包含する分類群である炭竜類を用いた。しかし、他の文献ではエンボロメリ類をより広範な定義で扱われており、これはローマーによる炭竜類とほぼ同様の用いられ方である。このため、プロテロギリヌスはエンボロメリ類の属として扱われる。

## 形態
プロテロギリヌスはアルケリアをはじめとする他のエンボロメリ類と様々な観点で類似する。より具体的には、比較的長く伸びた頭蓋骨はコロステウス科や分椎目といった他の初期の四肢動物のものと比べて上下に高い。本属の種は完全に骨化した足関節や手関節を伴う強靭な四肢を有しており、プロテロギリヌスは陸上での歩行や狩猟が可能であったと推測される。しかし、側線やおそらく噴水孔を伴っていたであろう耳切痕の存在からは、彼らがおそらく水中生活により特化していたことが示唆される。尾は上下に高くかつ前後に高く、移動に寄与する強力なツールであった可能性が高い。眼は頭蓋骨の高い位置にあり、水面付近で活発に活動していたという見解が支持される。